# トニー・マルティン
トニー・マルティン（Tony Martin、1985年4月23日- ）は、ドイツ、コトブス出身の自転車競技（ロードレース）選手。

## 経歴
2008年、チーム・ハイロード（後の チーム・HTC - ハイロード）と契約を結んでプロ転向。2011年、世界選手権個人タイムトライアル優勝し、この年から2013年まで3連覇を飾る。
2012年にHTC - ハイ・ロードの解散に伴い、オメガファーマ・クイックステップ（2015年からはチーム名エティックス・クイックステップ）に移籍。2014年のツール・ド・フランスの第9ステージではゴールまで残り59kmから独走で逃げを決め、TTステージ以外で初めてのステージ優勝を果たす。2015年のツール・ド・フランスでは第1ステージから総合1位と僅差に付け、第4ステージでは終盤に抜け出してステージ優勝を飾り、自身初のマイヨ・ジョーヌを獲得。しかし、第6ステージ終盤の落車で右鎖骨を骨折、チームメンバーに支えられながらゴールするも無念のリタイヤとなった。2016年の世界選手権個人タイムトライアルでは2位のキリエンカに45秒差を付ける圧勝で、2年ぶり通算4度目の優勝を果たす。これはファビアン・カンチェラーラと並ぶ個人最多記録である。
2017年シーズンはカチューシャ・アルペシンと契約。
2019年、チーム・ユンボ・ヴィスマに移籍。

## 特徴
2011~2013年に世界選手権の個人タイムトライアルで3連覇、通算4度の優勝を果たしているように、タイムトライアルスペシャリストである。

## 主な戦績

### 2006年
- 国内選手権U23部門・個人タイムトライアル(ITT)を制覇。

### 2007年
- ツール・ド・ラブニール 総合2位

### 2008年
- ジロ・デ・イタリアに出場。
- 世界選手権・ITT 7位。

### 2009年
- パリ〜ニースの山岳賞を獲得。
- ツール・ド・スイスでは第8ステージを制し、総合では、ファビアン・カンチェラーラに次いで2位に入った他、山岳賞を獲得。
- 世界選手権・ITTでは3位に入った。

### 2010年
- ツール・ド・スイス 総合6位、区間1勝（第9ステージの個人タイムトライアルでファビアン・カンチェラーラを上回るタイムを出しステージ優勝した）。
- ドイツ選手権・ITT 優勝。
- エネコ・ツアーでは、第3ステージ終了後に総合首位を奪取。最終第7ステージのITTも制し、コース・ムレンハウトに31秒差をつけ総合優勝。
- 世界選手権・ITTでは3位に入った。

### 2011年
- ヴォルタ・アン・アルガルヴェ 総合優勝
- パリ〜ニースでは、第6ステージの個人タイムトライアルを制してアンドレアス・クレーデンから総合首位の座を奪い、そのまま押し切って総合優勝を果たした。
- バスク一周 区間1勝(第6=ITT)
- ツール・ド・ロマンディ 総合2位
- ツール・ド・フランス 区間1勝(第20=ITT)
- ブエルタ・ア・エスパーニャ 区間1勝(第10=ITT)
- 世界選手権・ITTでは、同大会同種目出場機会4連続優勝中のファビアン・カンチェラーラらを破って初優勝。
- ツアー・オブ・北京では、第1ステージの個人タイムトライアルを制した後、全5ステージ総合首位を保ち、初代総合優勝者となった。
- クロノ・デ・ナシオン 優勝
- UCIワールドツアー 個人総合6位

### 2012年
- バスク一周 総合5位
- 4月11日、スイスの自宅近くで練習中に交通事故に遭い[4]、頬骨、肩甲骨などを骨折する重傷に見舞われたが、手術の必要はないと診断され、自宅療養することになった[5]。
- ツール・ド・ベルギー 総合優勝
- ドイツ選手権・ITT 優勝
- ロンドン五輪・ITT 2位
- ロードレース世界選手権
  -  ロードレース世界選手権・チームタイムトライアル 優勝（+  シルヴァン・シャヴァネル、トム・ボーネン、ニキ・テルプストラ、クリストフ・ファンデワル、ペーター・ヴェリトス）
  -  世界選手権・ITTで優勝。世界選手権個人タイムトライアルで2連覇を果たした。
- ツアー・オブ・北京
  - 総合優勝
  - 第2ステージ 優勝
- クロノ・デ・ナシオン 優勝

### 2013年
- ヴォルタ・アン・アルガルヴェ 区間1勝(第4S=ITT）・総合優勝
- ティレーノ〜アドリアティコ 区間1勝(第7=ITT)
- バスク一周 区間1勝(第6=ITT)
- ツール・ド・ロマンディ 区間1勝(第5=ITT)
- ツール・ド・ベルギー 総合優勝・区間1勝（第3=ITT）
- クリテリウム・デュ・ドフィネ 区間1勝（第4S=ITT）
- ドイツ選手権 個人TT 優勝
- ツール・ド・フランス
  - 第11ステージ・個人タイムトライアル 優勝
- 世界選手権自転車競技大会ロードレース
  -  チームタイムトライアル 優勝 (シルヴァン・シャヴァネル、ニキ・テルプストラ、ペーター・ヴェリトス、クリストフ・ファンデワル、ミハウ・クフャトコフスキ) 。2連覇。
  -  個人タイムトライアル 優勝。3連覇となった。

### 2014年
- バスク一周 区間1勝(第6=ITT)
- ツール・ド・ベルギー 総合優勝・区間1勝(第3=ITT)
- ツール・ド・スイス 総合4位・区間2勝(第1S=ITT・第7S=ITT)
- ドイツ選手権 個人タイムトライアル 優勝
- ツール・ド・フランス
  - 第9ステージ 優勝 (個人タイムトライアル以外で初となるグランツールでのステージ優勝)
  - 第20ステージ・個人タイムトライアル 優勝

### 2015年
- ヴォルタ・アン・アルガルヴェ 区間1勝 (第3S=ITT)
- ツール・ド・ロマンディ 区間1勝(第6S=ITT)
- ドイツ選手権 個人タイムトライアル 優勝
- ツール・ド・フランス 区間1勝 (第4S)
  - 第4ステージ 優勝（初のマイヨ・ジョーヌ獲得）
  - 第6ステージ ゴール前800mで落車し、左鎖骨を骨折。救済措置によりこのステージ終了時点でも総合首位であったが（マイヨ・ジョーヌ着用3日）、第7ステージを棄権した。

### 2016年
- ドイツ選手権 個人タイムトライアル 優勝

- ツール・ド・フランス
  -  敢闘賞　（第16ステージ）
- 世界選手権自転車競技大会ロードレース
  -  チームタイムトライアル 優勝 (マルセル・キッテル、トニー・マルティン、イヴ・ランパールト、ジュリアン・ヴェルモート、ニキ・テルプストラ、ボブ・ユンゲルス) 。
  -  個人タイムトライアル 優勝。通算4度目のTT世界チャンピオンとなった。

### 2017年
- ボルタ・ア・ヴァレンシアナ 区間優勝（第2ステージ）
- ドイツ選手権 優勝（個人タイムトライアル）

### 2018年
- ドイツ選手権 優勝（個人タイムトライアル）

### 2019年
- ドイツ選手権 優勝（個人タイムトライアル）

### 2021年
- ドイツ選手権 優勝（個人タイムトライアル）
- 世界選手権自転車競技大会ロードレース チームタイムトライアル混合リレー 優勝（リザ・ブレナウアー、リザ・クライン、ミーケ・クレーガー、ニキアス・アルント、トニー・マルティン、マックス・ヴァルシャイト）
  - このレースの優勝によって有終の美を飾り現役を引退した。